# Durtol
Durtol är en kommun i departementet Puy-de-Dôme i regionen Auvergne-Rhône-Alpes i centrala Frankrike. Kommunen ligger i kantonen Royat som tillhör arrondissementet Clermont-Ferrand. År 2022 hade Durtol 1 964 invånare.

## Befolkningsutveckling
Antalet invånare i kommunen Durtol
| Referens: INSEE |